# Danyïl Alefirenko
Danyil Serhiyovych Alefirenko (in ucraino Даниїл Сергійович Алефіренко?; Charkiv, 19 aprile 2000) è un calciatore ucraino, attaccante del Kolos Kovalivka.

## Carriera

### Club
Alefirenko ha iniziato a giocare a calcio con il Metalist prima di essere acquistato dallo Zorja. L'11 aprile 2021 ha debuttato in prima squadra nell'incontro di Prem"jer-liha vinto 2-0 contro l'Inhulec' ed il 9 maggio seguente ha segnato il suo primo gol nel successo per 2-1 sull'Oleksandrija.
Nel gennaio del 2023 è stato prestato al Čornomorec' dove si è reso protagonista di un ottimo girone di ritorno con 8 reti segnate in 14 incontri.
Nella stagione 2023-2024 ha segnato un gol nella fase a gironi della Conference League.

### Nazionale
Ha giocato nelle nazionali giovanili ucraine Under-18 ed Under-21.

## Statistiche

### Presenze e reti nei club
Statistiche aggiornate all'11 dicembre 2023.
| Stagione        | Squadra         | Campionato      | Campionato | Campionato | Coppe nazionali | Coppe nazionali | Coppe nazionali | Coppe continentali | Coppe continentali | Coppe continentali | Altre coppe | Altre coppe | Altre coppe | Totale | Totale | Totale |
| Stagione        | Squadra         | Comp            | Pres       | Reti       | Comp            | Pres            | Reti            | Comp               | Pres               | Reti               | Comp        | Pres        | Reti        | Pres   | Reti   |        |
| --------------- | --------------- | --------------- | ---------- | ---------- | --------------- | --------------- | --------------- | ------------------ | ------------------ | ------------------ | ----------- | ----------- | ----------- | ------ | ------ | ------ |
| 2020-2021       | Zorja           | PL              | 3          | 1          | CU              | 0               | 0               | UEL                | 0                  | 0                  |             | -           | -           | 3      | 1      |        |
| 2021-2022       | Zorja           | PL              | 1          | 0          | CU              | 1               | 0               | UEL+UECL           | 0+2                | 0                  |             | -           | -           | 4      | 0      |        |
| 2022-gen. 2023  | Zorja           | PL              | 5          | 1          |                 | -               | -               | UECL               | 1                  | 0                  |             | -           | -           | 6      | 1      |        |
| gen.-giu. 2023  | Čornomorec'     | PL              | 14         | 8          |                 | -               | -               |                    | -                  | -                  |             | -           | -           | 14     | 8      |        |
| 2023-2024       | Zorja           | PL              | 10         | 1          | CU              | 2               | 0               | UEL+UECL           | 2+3                | 1+1                |             | -           | -           | 17     | 3      |        |
| Totale carriera | Totale carriera | Totale carriera | 33         | 11         |                 | 3               | 0               |                    | 8                  | 2                  |             | -           | -           | 44     | 13     |        |